# Cabinet Schmidt III
Pour les articles homonymes, voir Cabinet Schmidt.
 (janvier 2023).
Si vous disposez d'ouvrages ou d'articles de référence ou si vous connaissez des sites web de qualité traitant du thème abordé ici, merci de compléter l'article en donnant les références utiles à sa vérifiabilité et en les liant à la section « Notes et références ».
République fédérale d'Allemagne
Schmidt II Kohl I
Le cabinet Schmidt III (en allemand : Kabinett Schmidt III) est le gouvernement fédéral de la République fédérale d'Allemagne entre le 6 novembre 1980 et le 1er octobre 1982, durant la neuvième législature du Bundestag.

## Historique du mandat
Dirigé par la chancelier fédéral social-démocrate sortant Helmut Schmidt, ce gouvernement est constitué et soutenu par une « coalition sociale-libérale » entre le Parti social-démocrate d'Allemagne (SPD) et le Parti libéral-démocrate (FDP). Ensemble, ils disposent de 271 députés sur 497, soit 54,5 % des sièges du Bundestag.
Il est formé à la suite des élections législatives fédérales du 5 octobre 1980.
Il succède donc au cabinet Schmidt II, constitué et soutenu par une coalition identique.

### Formation
Au cours du scrutin parlementaire, la CDU/CSU de Franz Josef Strauß enregistre un recul tandis que le SPD stagne. Le FDP est le seul parti à enregistrer un progrès. L'inimitié qui oppose Strauß aux libéraux-démocrates bloquant toute perspective d'alliance de ces derniers avec les chrétiens-démocrates, l'alliance au pouvoir depuis 1969 est reconduite.
Le 5 novembre, le président fédéral Karl Carstens propose la candidature d'Helmut Schmidt au vote d'investiture du Bundestag. Il l'emporte par 266 voix pour et 231 voix contre, soit 17 suffrages de plus que la majorité constitutionnelle requise. Il nomme son troisième et dernier cabinet dès le lendemain, qui compte désormais 16 ministres fédéraux. Effectivement, le ministère fédéral des Postes est rétabli 11 ans après sa suppression par Willy Brandt.
Alors que les tensions se multiplient au sein de la majorité, Schmidt décide de poser une question de confiance aux députés le 5 février 1982. Il s'impose avec 269 voix pour et 227 voix contre.

### Succession
Le 17 septembre suivant, après que le chancelier s'est publiquement opposé aux propositions de politique économique et budgétaire émises par le ministre fédéral de l'Économie Otto Graf Lambsdorff, les quatre ministres fédéraux du FDP remettent leur démission. Désormais en minorité, Schmidt prend l'intérim de l'office des Affaires étrangères et nomme Egon Franke, le doyen de son équipe, au poste de vice-chancelier.
Les libéraux-démocrates s'accordent finalement avec la CDU/CSU et reconstituent l'ancienne « coalition noire-jaune » des années 1950 et 1960. Le 1er octobre, le chrétien-démocrate Helmut Kohl est investi chancelier fédéral à la suite du vote d'une motion de censure constructive par 256 voix pour et 241 voix contre. Il forme son premier cabinet fédéral trois jours après. C'est la seule et unique fois de l'histoire fédérale qu'un chancelier est ainsi renversé.

## Composition

### Initiale (6 novembre 1980)
- Les nouveaux ministres sont indiqués en gras, ceux ayant changé d'attribution en italique.

| Fonction                                                                               | Nom | Nom                                                    | Parti |
| -------------------------------------------------------------------------------------- | --- | ------------------------------------------------------ | ----- |
| Chancelier fédéral                                                                     |     | Helmut Schmidt                                         | SPD   |
| Vice-chancelier Ministre fédéral des Affaires étrangères                               |     | Hans-Dietrich Genscher                                 | FDP   |
| Ministre fédéral de l'Intérieur                                                        |     | Gerhart Baum                                           | FDP   |
| Ministre fédéral de la Justice                                                         |     | Hans-Jochen Vogel (jusqu’au 22/01/1981) Jürgen Schmude | SPD   |
| Ministre fédéral des Finances                                                          |     | Hans Matthöfer                                         | SPD   |
| Ministre fédéral de l'Économie                                                         |     | Otto Graf Lambsdorff                                   | FDP   |
| Ministre fédéral de l'Alimentation, de l'Agriculture et des Forêts                     |     | Josef Ertl                                             | FDP   |
| Ministre fédéral du Travail et de l'Ordre social                                       |     | Herbert Ehrenberg                                      | SPD   |
| Ministre fédéral de la Défense                                                         |     | Hans Apel                                              | SPD   |
| Ministre fédérale de la Jeunesse, de la Famille et de la Santé                         |     | Antje Huber                                            | SPD   |
| Ministre fédéral des Transports                                                        |     | Volker Hauff                                           | SPD   |
| Ministre fédéral des Postes et des Télécommunications                                  |     | Kurt Gscheidle                                         | SPD   |
| Ministre fédéral de l'Aménagement du territoire, des Travaux publics et de l'Urbanisme |     | Dieter Haack                                           | SPD   |
| Ministre fédéral des Relations intra-allemandes                                        |     | Egon Franke                                            | SPD   |
| Ministre fédéral de la Recherche et de la Technologie                                  |     | Andreas von Bülow                                      | SPD   |
| Ministre fédéral de l'Éducation et de la Science                                       |     | Jürgen Schmude jusqu’au 28/01/1981 Björn Engholm       | SPD   |
| Ministre fédéral de la Coopération économique                                          |     | Rainer Offergeld                                       | SPD   |

### Remaniement du28 avril 1982
- Les nouveaux ministres sont indiqués en gras, ceux ayant changé d'attribution en italique.

| Fonction                                                                               | Nom | Nom                    | Parti |
| -------------------------------------------------------------------------------------- | --- | ---------------------- | ----- |
| Chancelier fédéral                                                                     |     | Helmut Schmidt         | SPD   |
| Vice-chancelier Ministre fédéral des Affaires étrangères                               |     | Hans-Dietrich Genscher | FDP   |
| Ministre fédéral de l'Intérieur                                                        |     | Gerhart Baum           | FDP   |
| Ministre fédéral de la Justice                                                         |     | Jürgen Schmude         | SPD   |
| Ministre fédéral des Finances                                                          |     | Manfred Lahnstein      | SPD   |
| Ministre fédéral de l'Économie                                                         |     | Otto Graf Lambsdorff   | FDP   |
| Ministre fédéral de l'Alimentation, de l'Agriculture et des Forêts                     |     | Josef Ertl             | FDP   |
| Ministre fédéral du Travail et de l'Ordre social                                       |     | Heinz Westphal         | SPD   |
| Ministre fédéral de la Défense                                                         |     | Hans Apel              | SPD   |
| Ministre fédérale de la Jeunesse, de la Famille et de la Santé                         |     | Anke Fuchs             | SPD   |
| Ministre fédéral des Transports                                                        |     | Volker Hauff           | SPD   |
| Ministre fédéral des Postes et des Télécommunications                                  |     | Hans Matthöfer         | SPD   |
| Ministre fédéral de l'Aménagement du territoire, des Travaux publics et de l'Urbanisme |     | Dieter Haack           | SPD   |
| Ministre fédéral des Relations intra-allemandes                                        |     | Egon Franke            | SPD   |
| Ministre fédéral de la Recherche et de la Technologie                                  |     | Andreas von Bülow      | SPD   |
| Ministre fédéral de l'Éducation et de la Science                                       |     | Björn Engholm          | SPD   |
| Ministre fédéral de la Coopération économique                                          |     | Rainer Offergeld       | SPD   |

### Remaniement du17 septembre 1982
- Les nouveaux ministres sont indiqués en gras, ceux ayant changé d'attribution en italique.

| Fonction | Nom | Nom               | Parti |
| --- | --- | ----------------- | ----- |
| Chancelier fédéral Ministre fédéral des Affaires étrangères (intérim)                                                         |     | Helmut Schmidt    | SPD   |
| Vice-chancelier Ministre fédéral des Relations intra-allemandes                                                               |     | Egon Franke       | SPD   |
| Ministre fédéral de la Justice Ministre fédéral de l'Intérieur (intérim)                                                      |     | Jürgen Schmude    | SPD   |
| Ministre fédéral des Finances Ministre fédéral de l'Économie (intérim)                                                        |     | Manfred Lahnstein | SPD   |
| Ministre fédéral du Travail et de l'Ordre social                                                                              |     | Heinz Westphal    | SPD   |
| Ministre fédéral de la Défense                                                                                                |     | Hans Apel         | SPD   |
| Ministre fédérale de la Jeunesse, de la Famille et de la Santé                                                                |     | Anke Fuchs        | SPD   |
| Ministre fédéral des Transports                                                                                               |     | Volker Hauff      | SPD   |
| Ministre fédéral des Postes et des Télécommunications                                                                         |     | Hans Matthöfer    | SPD   |
| Ministre fédéral de l'Aménagement du territoire, des Travaux publics et de l'Urbanisme                                        |     | Dieter Haack      | SPD   |
| Ministre fédéral de la Recherche et de la Technologie                                                                         |     | Andreas von Bülow | SPD   |
| Ministre fédéral de l'Éducation et de la Science Ministre fédéral de l'Alimentation, de l'Agriculture et des Forêts (intérim) |     | Björn Engholm     | SPD   |
| Ministre fédéral de la Coopération économique                                                                                 |     | Rainer Offergeld  | SPD   |